# 卡拉托霍山
16°4′50″S 68°22′53″W / 16.08056°S 68.38139°W
卡拉托霍山（Qala T'uxu），是玻利維亞的山峰，位於該國西部拉巴斯省的洛斯安地斯省，處於維拉柳西山和瓦拉瓦拉尼山西南面、帕庫基武塔山西北面，屬於安第斯山脈中玻利維亞瑞阿爾山脈的一部分，海拔高度5,076米。